# 돌리 아흘루왈리아

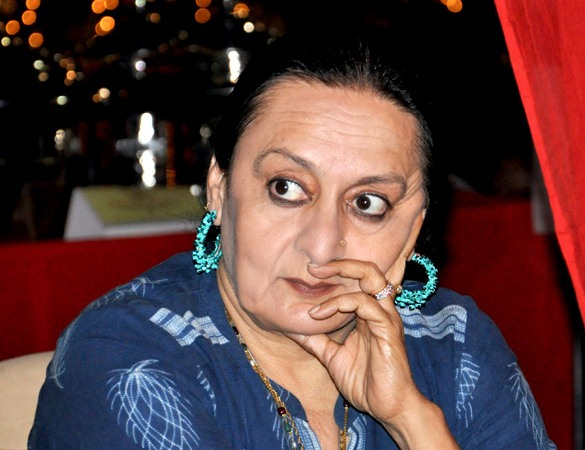

돌리 아흘루왈리아(Dolly Ahluwalia)는 인도의 배우, 텔레비전 배우이다.
뭄바이에서 태어났다.

## 영화
- 달려라 밀카 달려 (2013년)
- 한밤의 아이들 (2012년)
- 러브 아즈 칼 (2009년)
- 아자 나칠레 (2007년)
- 옴카라 (2006년)
- 파란 우산 (2005년)
- 아쉬람 (2005년)
- 이슈 (2003년)
- 밴디트 퀸 (1994년)